# Бруј Монбер
Бруј Монбер (фр. Brouilh-Monbert) је насељено место у Француској у региону Миди Пирене, у департману Жерс.
По подацима из 2011. године у општини је живело 226 становника, а густина насељености је износила 17,44 становника/km².

## Демографија
| 1962. | 1968. | 1975. | 1982. | 1990. | 2011. |
| ----- | ----- | ----- | ----- | ----- | ----- |
| 289   | 266   | 228   | 202   | 207   | 226   |